# ハルバッハ配列
ハルバッハ配列（ハルバッハはいれつ、英語: Halbach array）またはハルバック配列とは磁極の方向を最適化することによって特定の方向への磁場強度を最大化する磁気回路。

## 概要

ハルバッハ配列の例

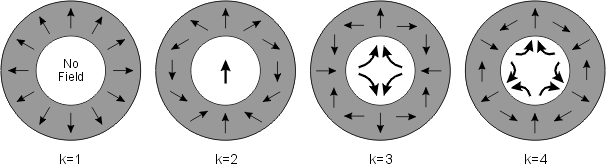
円筒状のハルバッハ配列の例

1980年代にローレンス・バークレー国立研究所に勤務していた物理学者のクラウス・ハルバッハによって、粒子加速器でビームを収束する目的で開発され、近年では永久磁石式MRI、電動機、リニアモーター、磁気浮上式鉄道、自由電子レーザー発生用のアンジュレータなどでの利用が増えつつある。
現在、開発が進められているハイパーループでは磁気浮上に使用される予定で、実用化に向けた研究が行われている。